# Alce Nero
Alce Nero (Heȟáka Sápa in lakota, Black Elk in inglese) (Little Powder River, 1º dicembre 1863 – Pine Ridge, 19 agosto 1950) è stato un uomo di medicina (wicʿaša wakan o pʿejúta wicʿaša) e guida spirituale presso gli Oglala, una tribù della famiglia Lakota-Sioux, convertito al cattolicesimo verso il 1904. In realtà Heȟáka Sápa significa "Wapiti Nero" in Lingua lakota Hehaka. Elk, in inglese americano, indica una tipologia di cervo, il wapiti, e non l'alce.

## Biografia

### Gli anni giovanili
Nel 1876, a 12 anni, Alce Nero prese parte alla Battaglia del Little Bighorn: in questa occasione l'esercito degli Stati Uniti comandato da George Armstrong Custer fu sconfitto dai Sioux guidati da Toro Seduto.
Nel 1887, a 24 anni, si recò in Inghilterra al seguito dello spettacolo circense di Buffalo Bill, Wild West Show. Fu per lui un'esperienza deludente, come scrisse successivamente nell'autobiografia Alce Nero parla. Buffalo Bill accettò durante la tournée di fare uno spettacolo in esclusiva per la regina Vittoria; inoltre tutto il personale fu convocato alla Festa per i suoi cinquant'anni di regno.
Dopo la fine della tournée ritornò negli Stati Uniti. Nel 1890 era presente a Wounded Knee, dove rimase ferito nell'eccidio compiuto dall'esercito degli Stati Uniti.

### La conversione
Nel 1892 Alce Nero si sposò con Katie War Bonnet. Successivamente la moglie si convertì al cattolicesimo grazie all'opera missionaria dei Padri Gesuiti. Anche i loro tre figli furono battezzati come cattolici. Un anno dopo la morte della moglie, avvenuta nel 1903, Alce Nero si fece battezzare nel giorno di san Nicola, proprio con il nome di Nicholas (6 dicembre 1904). Successivamente iniziò a prestare servizio come catechista.
Alce Nero aveva conosciuto il cattolicesimo tramite i Gesuiti che, dalla Germania e dalla Svizzera, si erano stabiliti nella riserva nel 1887 ed avevano fondato una loro missione, intitolata al Santo Rosario (Holy Rosary Mission). I padri Gesuiti avevano compreso gli aspetti comuni alle due religioni e li avevano valorizzati nella loro opera di evangelizzazione presso i Lakota. Quando un Lakota si convertiva al cattolicesimo non doveva rinnegare i principi fondamentali della religione che stava per abbandonare. I missionari spiegarono agli indiani che c'era una continuità tra la religione Lakota e il cattolicesimo; inoltre, accettarono gli usi e le tradizioni locali (anche il rito dell'esporre le salme a cielo aperto adagiate su impalcature) e preservarono gli aspetti della cultura locale non in aperto contrasto con il cristianesimo. Per quanto riguarda le danze rituali, il precetto era il seguente: si poteva partecipare, ma mantenendo un adeguato contegno.
Alce Nero dichiarò di conoscere il credo niceno e inoltre affermò: «Io credo nei sette sacramenti della Chiesa cattolica. Io stesso ne ho ricevuti sei: battesimo, comunione, confessione, cresima, matrimonio ed estrema unzione». Per diversi anni ho accompagnato i missionari cattolici che percorrevano la riserva annunciando Cristo al mio popolo. Tutti i miei familiari sono battezzati. Per quasi vent'anni ho aiutato i sacerdoti servendo a Messa e sono stato diverse volte catechista. Posso dire perciò di conoscere la mia religione meglio di molti bianchi. Posso spiegare le ragioni per cui credo in Dio. 
Nel 1905 si risposò con Anna Brings White, vedova con due figlie. Ebbero altri tre figli; Alce Nero rimase con la seconda moglie fino alla morte di lei, nel 1941.

### Morte e sepoltura
Negli anni 1948-49 si ammalò e fu colpito anche da un infarto. 
Alce Nero morì nel 1950, dopo aver ricevuto l'estrema unzione, e venne sepolto nel cimitero cattolico di Sant'Agnese a Manderson-White Horse Creek, Dakota del Sud.
Il vescovo Robert Dwayne Gruss, appartenente alla diocesi di Rapid City, ha celebrato il 21 ottobre 2017, nella chiesa del Santo Rosario di Pine Ridge, la messa solenne per aprire formalmente la causa di canonizzazione di Alce Nero.

## Causa di beatificazione
Nel dicembre 2017 la Conferenza episcopale degli Stati Uniti, riunita a Baltimora, ha consentito l'avvio del processo di canonizzazione, accogliendo una richiesta della diocesi di Rapid City. In caso di conclusione positiva, Alce Nero diventerebbe il primo santo nativo americano (la prima nativa americana fu Kateri Tekakwitha, proclamata santa nel 2012 da papa Benedetto XVI).

## Opere su Alce Nero

### La biografia di J. Neihardt
Nella primavera del 1931 Alce Nero incontrò più volte uno scrittore, John G. Neihardt, cui raccontò il suo passato e rivelò anche una serie di rituali sacri Sioux. Neihardt, antropologo dilettante, ne raccolse un lunghissimo racconto, che l'anno seguente pubblicò con il titolo di Alce Nero parla. Vita di uno stregone dei Sioux Oglala (1932).
I racconti della vita dei Sioux si intrecciavano con i suoi ricordi personali. Egli apparteneva alla generazione che aveva vissuto il periodo di transizione tra il «vivere in pace e armonia nella propria patria» e «venire combattuti e cacciati dalla propria terra per essere, negli anni seguenti, chiusi nelle riserve». Alce Nero spiegò a Neihardt di come diverse "visioni" lo avessero accompagnato fin dall'infanzia e lo avessero indirizzato nell'aiuto del suo popolo. In particolare nella "grande visione", avuta a nove anni, egli racconta di aver incontrato lo Spirito-guida dell'universo e visto un grande albero, simbolo della vita terrestre e del popolo indiano. Fu in conseguenza di questa visione che la sua tribù gli conferì il ruolo di uomo di medicina. Alce Nero comunque non parlò mai delle sue visioni e della sua capacità di chiaroveggenza se non in tarda età, e la sua famiglia iniziò a sospettare dei suoi poteri solamente dopo una malattia.
La sua storia suscitò molto interesse ed ebbe vasta risonanza. Il racconto dello sciamano nativo americano in lotta contro l'invasore bianco colpì il pubblico. In realtà Alce Nero non era affatto come era stato presentato. Neihardt aveva omesso fatti importantissimi, come ad esempio la conversione di Alce Nero al cattolicesimo dopo aver incontrato e conosciuto i missionari gesuiti. Lo sciamano Lakota si era convertito ancor giovane alla fede cristiana e, al momento della lunga intervista di Neihardt, era diventato un catechista, un evangelizzatore a tempo pieno. Consacrato diacono, aveva anche battezzato centinaia di Sioux.
I primi a reagire al ritratto non fedele fatto da Neihardt furono proprio i Gesuiti, che fecero notare come l'autore censurava la fede cattolica di Alce Nero, che aveva abbracciato sin dal 1905. In una lettera aperta indirizzata a Neihardt, datata 26 gennaio 1934, lo stesso Alce Nero si disse amareggiato del fatto che nel libro-intervista non fosse menzionata la sua fede cattolica. Visto che la prima lettera aperta non aveva sortito l'effetto sperato, Alce Nero ne scrisse una seconda il 20 settembre dello stesso anno. In essa definì senza mezzi termini Neihardt come «un bugiardo» e il suo libro «nullo e di nessun valore». Nel suo libro Neihardt descrisse la “Danza del sole”, un rituale Lakota che comprendeva l'atto di auto-sacrificio: i credenti si tagliavano volontariamente la carne, facendo uscire il proprio sangue. Dopo la sua conversione, Alce Nero affermò che il sacrificio personale “è un atto volto a glorificare sé stessi”.
In sostanza, Neihardt descriveva i riti indiani usando il linguaggio della cronaca, come se essi si svolgessero nel presente. In realtà tali riti appartenevano già al passato, erano estinti. I Lakota non li praticavano più a causa, soprattutto, della reclusione nella riserva, avvenuta negli anni novanta del XIX secolo. Lo stesso Alce Nero non praticò più i riti che aveva visto fare da bambino e che Neihardt descriveva invece come ancora esistenti. A contribuire a sfatare il mito di Alce Nero metà cristiano-metà guaritore furono le ricerche dell'antropologo Michael F. Steltenkamp (Alce Nero, missionario dei Lakota, 1993), che riportò le sue discussioni con i missionari protestanti, nelle quali contestò la loro interpretazione di una figura centrale del cattolicesimo come la Vergine Maria.

### La biografia di Joseph Epes Brown
Quindici anni dopo la controversa opera di Neihardt, durante i quali non aveva più voluto essere intervistato, Alce Nero accettò nuovamente di raccontarsi.
Nel 1947 Joseph Epes Brown, allora giovane assistente universitario di antropologia, si recò nella riserva di Pine Ridge, nel Dakota del Sud, e condivise per otto mesi la propria piccola casa in legno con Alce Nero. Il giovane studioso raccolse e riportò fedelmente le testimonianze della tradizione spirituale di cui l'anziano Oglala era ormai l'ultimo custode.

### La religiosità di Alce Nero secondo Ross Enochs
Ross Enochs, docente di Scienze religiose al Marist College di New York, vede nelle dichiarazioni di Alce Nero una fusione della prima e della seconda fede. La spiritualità di Alce Nero ebbe un arricchimento dopo la conversione alla fede cattolica, ma egli mantenne vivi nel suo cuore gli elementi della religione Lakota che non entravano in conflitto 
con la religione cristiana. Dagli aspetti rituali e pratici (i cattolici hanno la confessione, i Lakota portano delle specie di ex voto agli dei per purificarsi dalle proprie azioni malvagie), agli aspetti trascendentali (l'esistenza dell'angelo custode, la credenza che le preghiere dei vivi possano arrecare beneficio alle anime dei defunti) all'escatologia (la fede e le opere dell'uomo durante la sua vita hanno un influsso sulla salvezza della sua anima nell'aldilà). Inoltre, continuò a credere che la White Buffalo Calf Woman (la "moglie del bufalo bianco") avesse consegnato ai Lakota il sacro calumet e che un giorno sarebbe ritornata nel mondo dei vivi.
Secondo Enochs, comunque, Alce Nero abbandonò alcuni dei principi fondamentali della religione tradizionale quando abbracciò il cattolicesimo. Un principio fondamentale della morale cristiana è “Ama il prossimo tuo come te stesso”, regola che deve essere applicata sia agli amici che ai nemici. La morale Lakota non contiene nessuna norma che riguardi l'amore verso i propri nemici. Anzi presso i Lakota, come presso tutti i popoli amerindi, la vendetta contro il nemico è considerata una questione d'onore.
Essendo stato il lakota una lingua orale fino al 1840 (anno della sua prima trascrizione ad opera dei missionari europei), la testimonianza diretta di Alce Nero ha assunto una indiscussa rilevanza antropologica. I riferimenti alla cosmogonia Lakota e ad importanti elementi tradizionali (come il senso tribale della «Sacra Pipa», la concezione della relazione tra la realtà materiale e il mondo dello spirito e il concetto di interrelazione tra tutte le cose viventi) sarebbero andati persi per sempre senza la sua testimonianza.

## Filmografia
Alce Nero recitò in The Indian Wars di Vernon Day e Theodore Wharton (1914).